# Ronde van Frankrijk 2006/Derde etappe
De derde etappe van de Ronde van Frankrijk 2006 werd verreden op 4 juli tussen Esch-sur-Alzette en Valkenburg.

## Verloop
In de eerste ''bergetappe'' van deze Tour ontsnapten er vijf renners. Ze kregen een maximale voorsprong van ruim vijf minuten. Bij het inrijden van Nederland werden ze echter ingehaald door het jagende peloton. In het peloton verlieten Fred Rodriguez, Erik Dekker en Alejandro Valverde de Tour na een val. De beklimming van de Cauberg, bekend als scherprechter in de Amstel Gold Race, werd zoals verwacht een ware veldslag. De Duitser Matthias Kessler sprong weg na het harde werken van Michael Boogerd, op de voet gevolgd door de Belg Philippe Gilbert. Gilbert plafonneerde echter en moest Kessler laten gaan. De Duitser wist uit de greep van het peloton te blijven en won de etappe. Van de sprinters kon alleen wereldkampioen Tom Boonen zich handhaven in de voorste gelederen van de achtervolgende groep. Hij werd kort voor de aankomst echter gehinderd door een leeglopende tube, waardoor hij in de spurt niet voluit kon gaan en uiteindelijk vierde eindigde na Kessler, Rogers en Bennati. Hij nam wel net genoeg seconden om de gele trui over te nemen van de geloste Thor Hushovd. Ook in de strijd om de groene trui deed hij een goede zaak. Hij nam daarin de leiding over van Robbie McEwen.
Proloog ·
1e etappe ·
2e etappe ·
3e etappe ·
4e etappe ·
5e etappe ·
6e etappe ·
7e etappe ·
8e etappe ·
9e etappe ·
10e etappe ·
11e etappe ·
12e etappe ·
13e etappe ·
14e etappe ·
15e etappe ·
16e etappe ·
17e etappe ·
18e etappe ·
19e etappe ·
20e etappe
Startlijst · Eindstanden · Afbeeldingen